# آجودان‌باشی
آجودان‌باشی مقامی نظامی در دوران قاجار بود.
مقام آجوادن‌باشی به پیروی از adjudant-en-chef در ارتش فرانسه در دوران عباس میرزا ایجاد شد. آجوادن‌باشی معاون و دستیار امیرنظام (فرمانده ارتش) بود. از سال ۱۲۹۷ قمری که ناصرالدین شاه، فرماندهی ارتش و وزارت جنگ را به پسرش کامران میرزا داد، از اهمیت مقام آجودان‌باشی کاسته شد. تشکیل قوای قزاق که در سال ۱۲۹۶ قمری اتفاق افتاد نیز در افول مقام آجودان‌باشی تأثیر داشت. در این دوران منصبی مشابه در راسته توپخانه ایجاد شد که آجودان‌باشی توپخانه نامیده می‌شد. کسانی که در دوران قاجار منصب آجوادن‌باشی داشتند به شرح زیر است:
- حسین‌پاشاخان مقدم مراغه، به نظر می‌رسد نخستین کسی که آجودان‌باشی شد، او باشد.
- حسنعلی خان خویی، پیشکار حکومت قزوین، در سال ۱۲۶۷ قمری درگذشت.
- کلب‌حسین‌خان، در سال ۱۲۶۷ قمری فرمانده قشون آذربایجان شد.
- عزیزخان مکری، ۱۲۲۷–۱۲۲۸ هجری شمسی.
- الله‌یارخان افشار قاسملو، در ۱۲۹۷ قمری آجودان‌باشی شد و تا هنگام مرگ در سال ۱۳۰۴ قمری در این مقام بود.
- حسن‌خان سردار کل، پسر الله‌یار خان، پس از پدر این مقام را به ارث برد.
- یارمحمدخان افشارقاسملو، پسر حسن‌خان سردار کل، در سال ۱۳۱۹ قمری این مقام به او منتقل شد.
- الله قلی خان پسر سردار لطف الله خان که در زمان ناصرالدین شاه قاجار در سال۱۲۸۷قمری به این مقام رسید
- میرزا اسماعیل‌خان آجودانباشی توپخانه، فرزند میرزا علی اکبر خان آجودان‌باشی (۱۲۶۵-۱۳۲۷ قمری)